# Dai vieni a Bim Bum Bam/Ciao, Ciao gioca con noi
Dai vieni a Bim Bum Bam/Ciao, Ciao gioca con noi è un singolo split pubblicato nel 1987.

## Descrizione
Il disco contiene le sigle delle trasmissioni Bim Bum Bam e Ciao Ciao. Queste due canzoni sono state scritte da Alessandra Valeri Manera su musica ed arrangiamento di Augusto Martelli. Entrambe vedono la partecipazione dei Piccoli Cantori di Milano diretti da Niny Comolli e Laura Marcora.

## Tracce
Testi e musiche di Alinvest, A.Martelli.
1. Paolo, Manuela e  Uan – Dai Vieni A Bim Bum Bam (La voce di Uan è di Giancarlo Muratori) – 3:52
2. Giorgia e Four – Ciao, Ciao gioca con noi (La voce di Four è di Pietro Ubaldi) – 3:35

Durata totale: 7:27